# Jamie MacDonald (Shorttrackerin)
Jamie MacDonald (* 22. Dezember 1994 in Kitimat) ist eine kanadische Shorttrackerin.

## Werdegang
MacDonald startete erstmals zu Beginn der Saison 2015/16 in Montreal im Weltcup und belegte dabei den neunten Rang über 1500 m. Im weiteren Saison errang sie vier weitere Top-Zehn-Platzierungen. Dabei erreichte sie mit Platz drei über 1000 m in Dordrecht ihre erste Podestplatzierung im Weltcup und belegte abschließend den 11. Platz in der Weltcupwertung über 1000 m. Nach Platz zwei über 500 m in Calgary zu Beginn der Saison 2016/17, wurde sie Vierte über 500 m in Gangneung und kam in Dresden mit Platz drei über 500 m erneut aufs Podium. Außerdem gelangen ihr insgesamt vier Platzierungen unter den ersten Zehn über 1000 m und 1500 m und erreichte zum Saisonende den achten Platz in der Weltcupwertung über 500 m. In der Saison 2017/18 wurde sie beim Weltcup in Budapest Zweite und in Dordrecht Dritte mit der Staffel. Ihr bestes Saisonergebnis im Weltcupeinzel war der sechste Platz in Budapest über 500 m, in Dordrecht über 1500 m und in Seoul über 1000 m. Beim Saisonhöhepunkt, den Olympischen Winterspielen 2018 in Pyeongchang, wurde sie Achte mit der Staffel über 3000 m. Im März 2018 holte sie bei den Weltmeisterschaften in Montreal die Bronzemedaille mit der Staffel. Zudem errang sie dort den 36. Platz über 1500 m, den neunten Platz im Mehrkampf und den vierten Platz über 500 m.

## Persönliche Bestzeiten
- 500 m      42,954 s (aufgestellt am 6. November 2016 in Calgary)
- 1000 m    1:30,537 min. (aufgestellt am 19. November 2017 in Seoul)
- 1500 m    2:16,635 min. (aufgestellt am 12. November 2016 in Salt Lake City)
- 3000 m    5:22,587 min. (aufgestellt am 18. Januar 2015 in Montreal)